# بلاكهورس رود (محطة مترو أنفاق لندن)
بلاكهورس رود (بالإنجليزية: Blackhorse Road)‏ هي إحدى محطات مترو أنفاق لندن. تقع على خط فيكتوريا أفتتحت في المنطقة (Zone) رقم 3 أفتتحت في 19 يوليو 1894، 1 سبتمبر 1968.